# 베른하르트 쿤벨

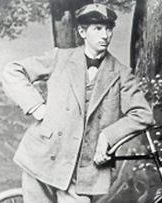

베른하르트 쿤벨(영어: Bernhard Knubel, 1872년 11월 13일 ~ 1957년 4월 14일)은 독일의 사이클 선수로 아테네에서 열린 1896년 하계 올림픽에 참가했다.
그는 뮌스터에서 태어났으며 죽었다.
1896년에는 100km 경기에 출전한 9명의 선수이었다. 그를 포함한 7명은 경기를 끝맞치지도 못했다.